# Ameletus browni
Ameletus browni is een haft uit de familie Ameletidae. De wetenschappelijke naam van de soort is voor het eerst geldig gepubliceerd in 1933 door McDunnough.
De soort komt voor in het Nearctisch gebied.